# Рожай

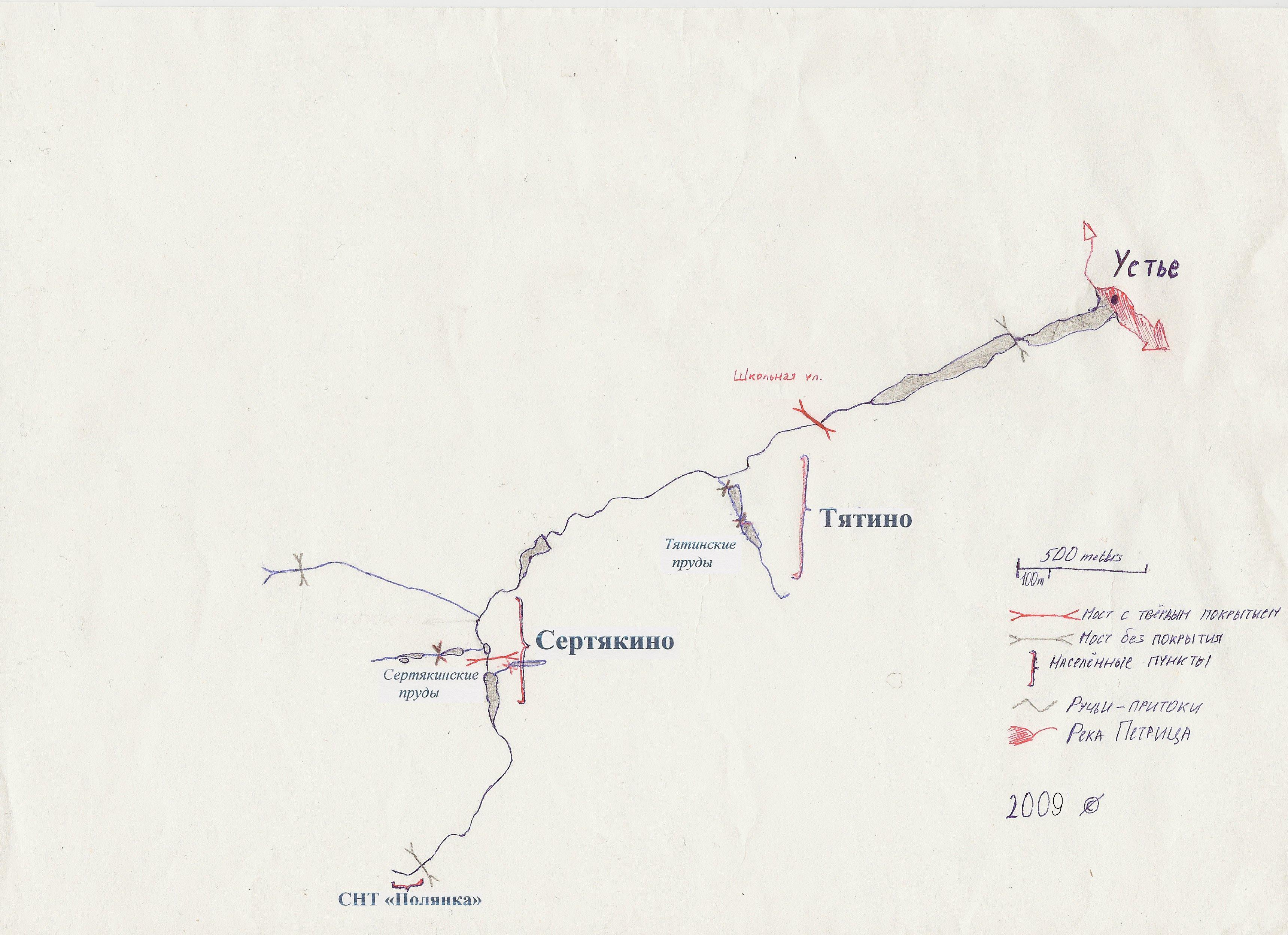
Схема течения реки.

Рожа́й (Сосновка) — река, протекающая в городском округе Подольск Московской области. Длина — 6 км. Широкая часть реки имеет длину 800 м и делится на две части небольшим ручьём. Самое широкое место — устье (100 м). Течение слабое, дно глинистое. Глубина — не более 1,5 м, однако во время наводнений уровень воды в реке возрастает на несколько метров. Жители города Климовска называют эту реку Сосновкой (из-за того, что вблизи реки есть хвойный лес) и смешанный, в котором есть малинники. На берегах много земляники. Раньше (конец 80-х начало 90-х, когда заканчивал своё существование КМЗ (Климовский машиностроительный завод)) в реку сбрасывали отходы, но сейчас экологическая обстановка реки благоприятная. На запрудах живут ондатры, утки. На противоположной от леса стороне поле, где много разноцветных люпинов. На водной глади цветут кувшинки, у берегов — жёлтые ирисы. Летом многие приходят сюда покупаться и позагорать. Местные жители практически ежедневно ходят к реке полюбоваться закатом, подышать свежим воздухом в лесу. Для пеших прогулок много дорожек. Встречаются и любители велосипедных прогулок. Река впадает в реку Петри́цу.
Река имеет ледниковое происхождение. Изначально она представляла собой ручей шириной до трёх метров, после строительства плотины на Петрице и плотины на самом Рожае образовались два пруда. Ещё несколько прудов расположены в районе деревни Сертякино и посёлка Тятино. Сейчас все пруды пересыхают и зарастают. На участках, которые двадцать лет назад были покрыты водой, в настоящее время выросли деревья высотой до 4 метров.
В 80-х годах XX века на том участке, где широкая часть реки переходит в ручей, стали появляться огороды. На берегах выращивали картофель, рожь, ягоды и другие сельскохозяйственные культуры. Огороды были огорожены заборами, собранными из подручных материалов, а на участках стояли небольшие сараи. Все огороды имели выход к ручью. Первые сараи не сохранились, участки заросли, однако более поздние огороды ещё используются (участки за мостом и до деревни Сертякино). От деревни Сертякино до СНТ «Полянка» река протекает по полю, однако на берегах реки растут деревья. В последние 15 лет на северном берегу широкой части Сосновки построили многочисленные коттеджи.

## Галерея

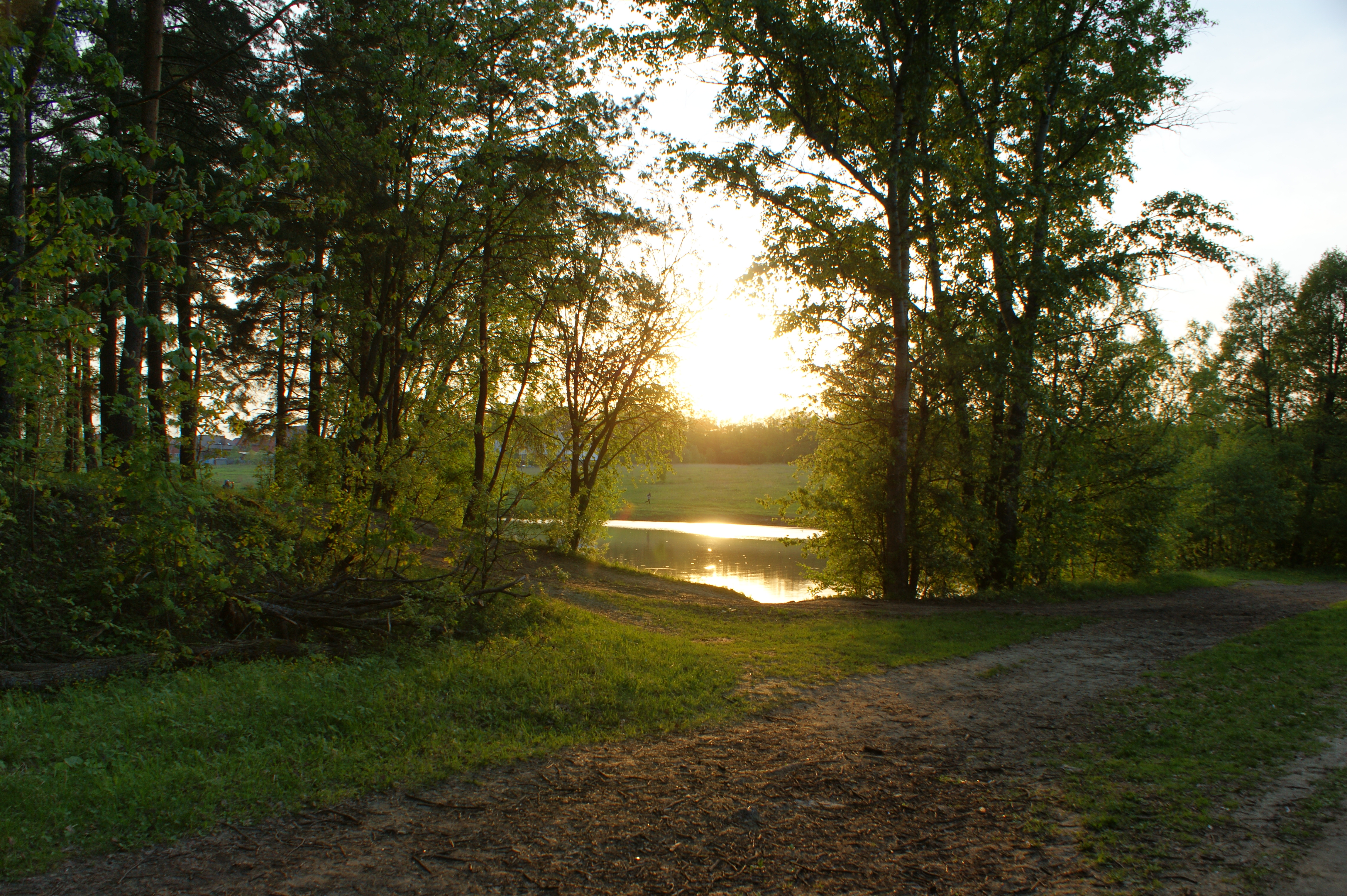
Дорога к мостику между запрудами
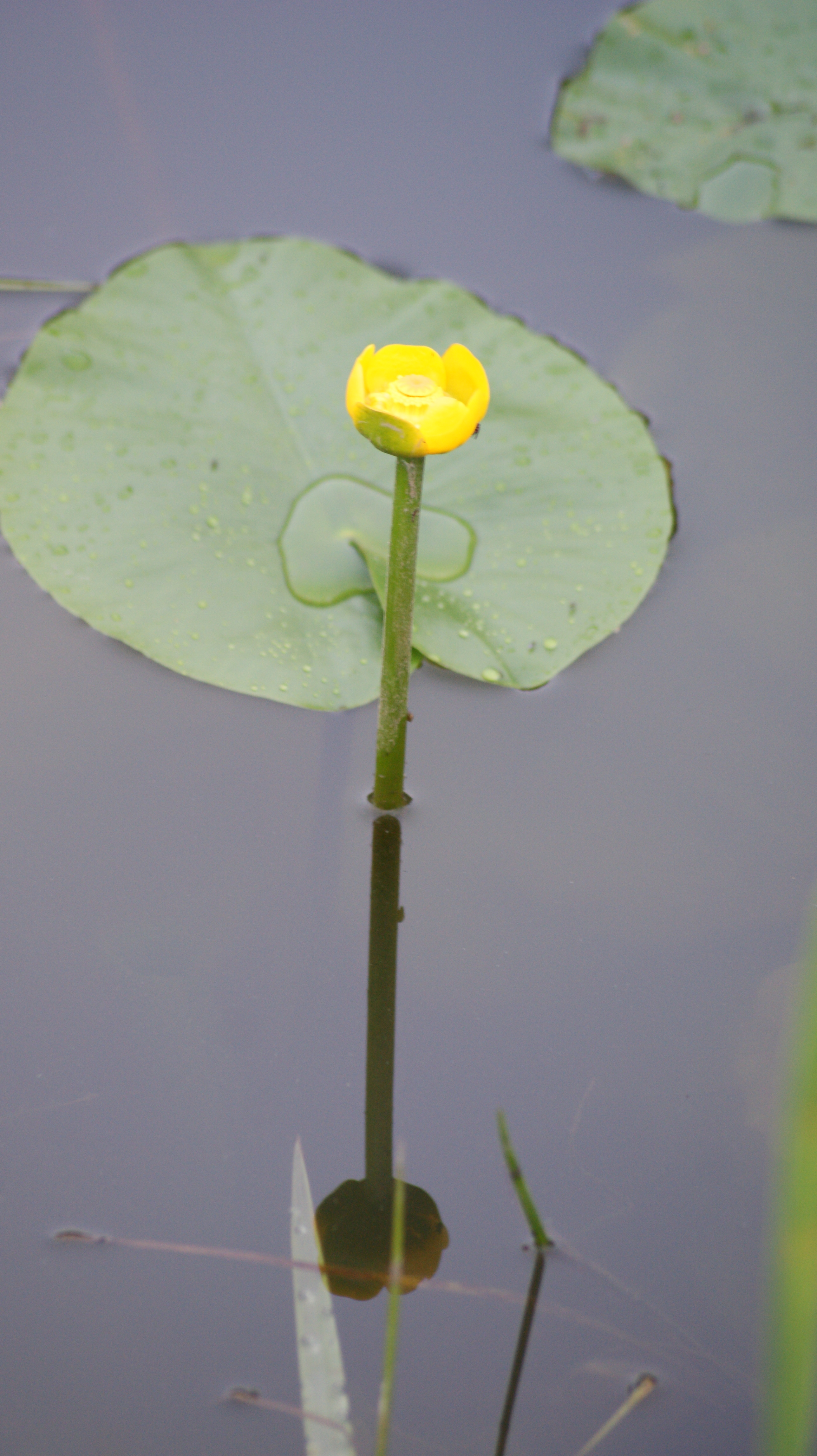
Кувшинка Сосновки
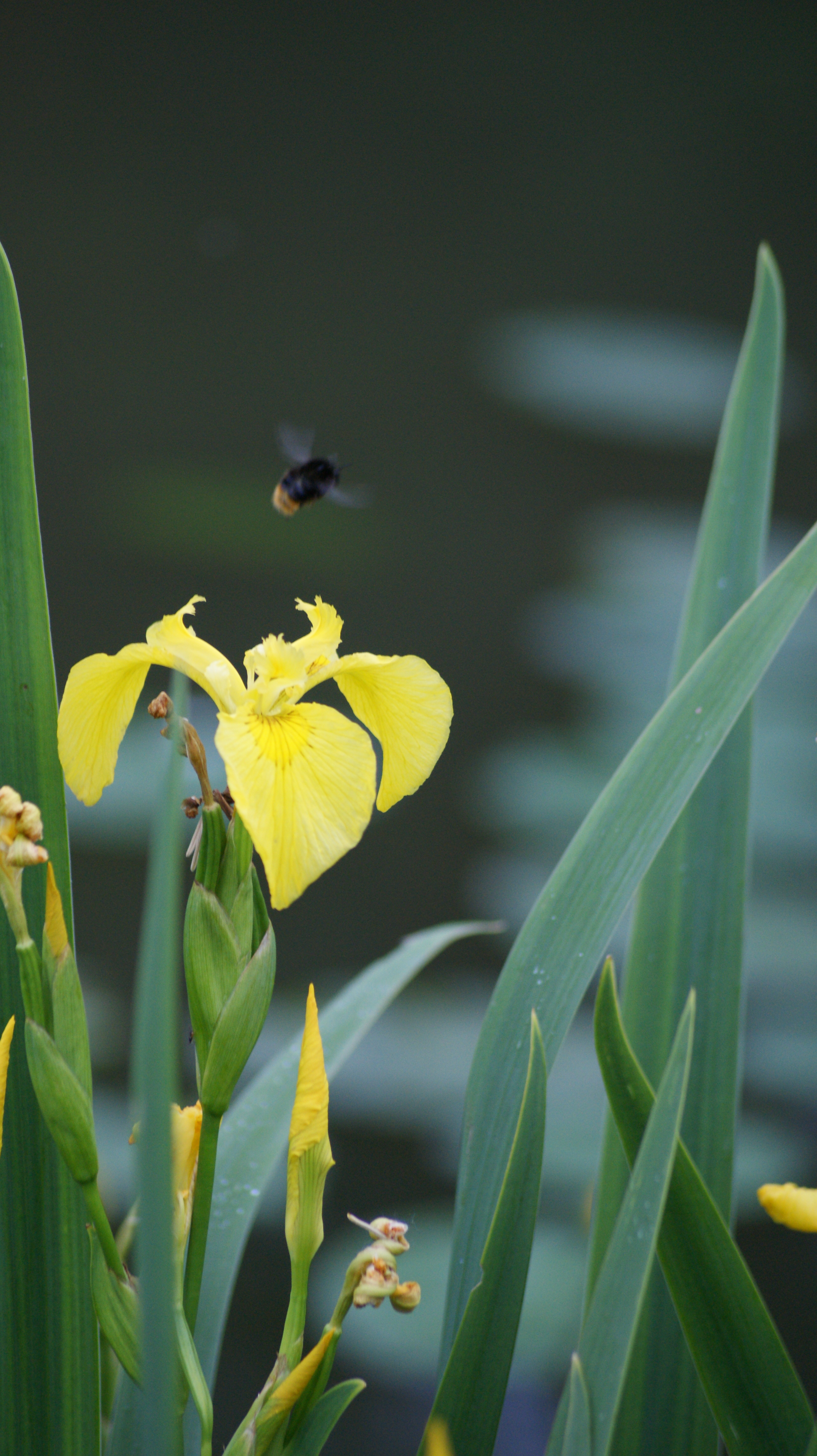
Ирисы Сосновки
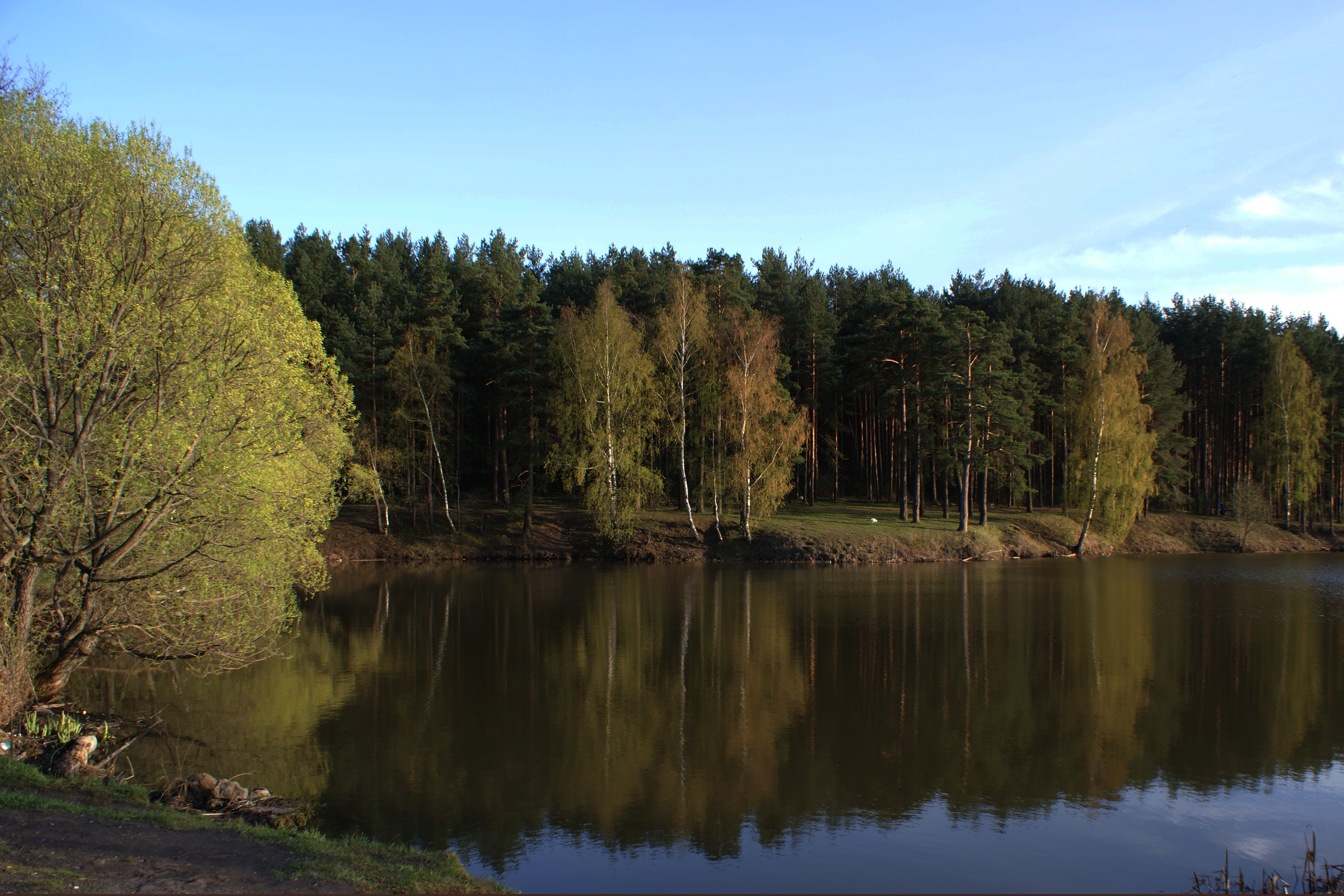
Сосновка
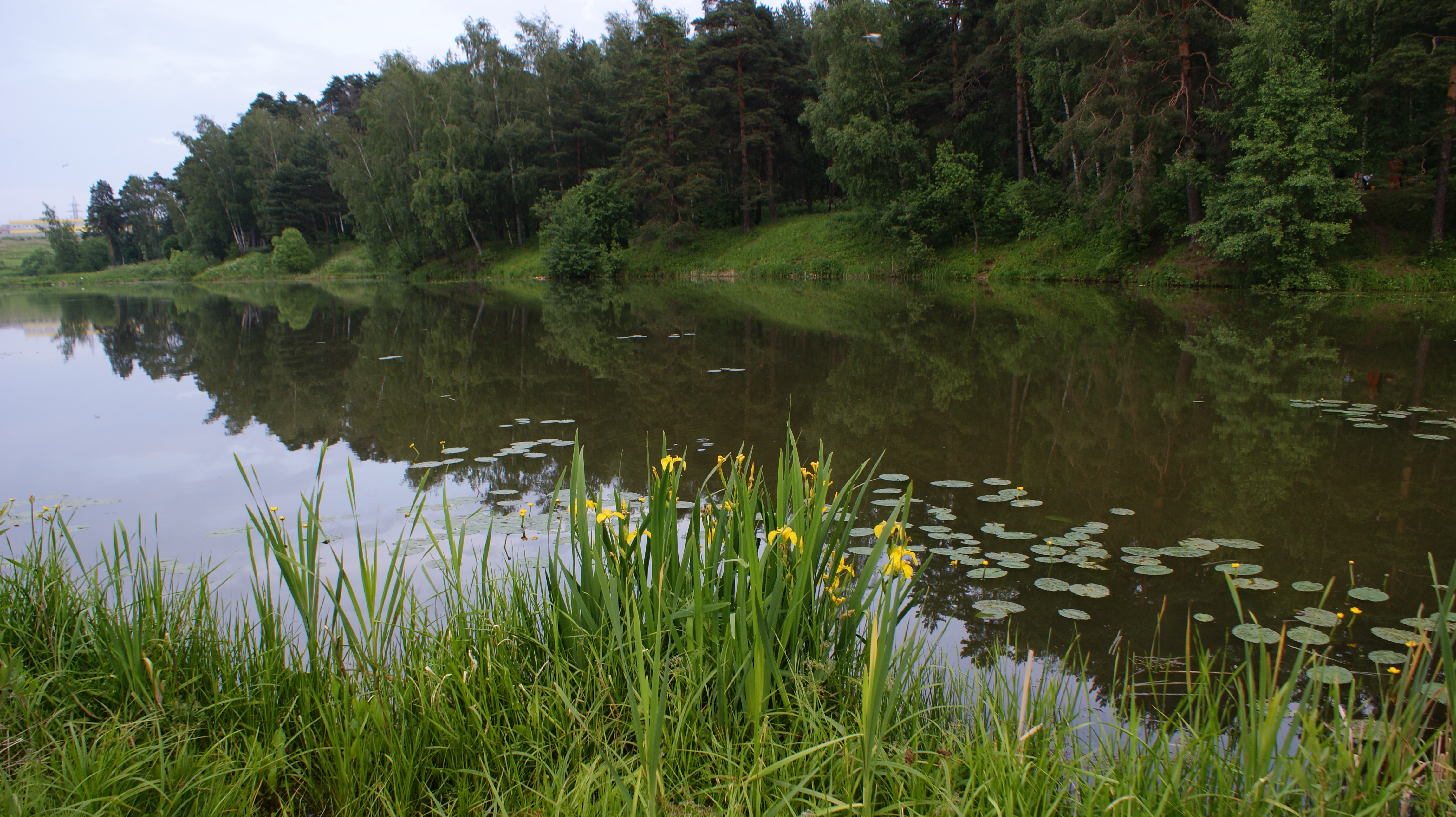
Кувшинки и ирисы Сосновки
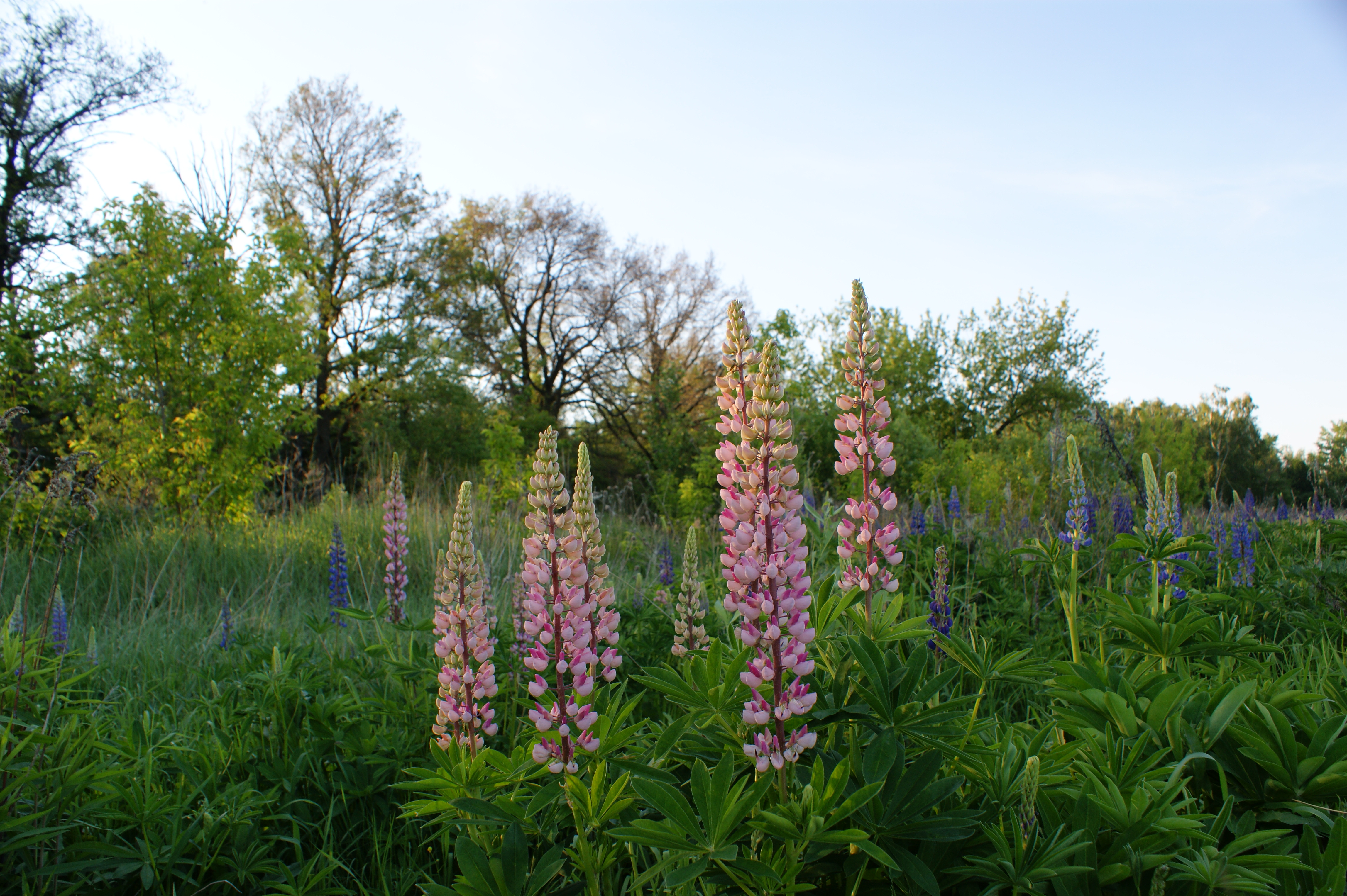
Люпины у Сосновки
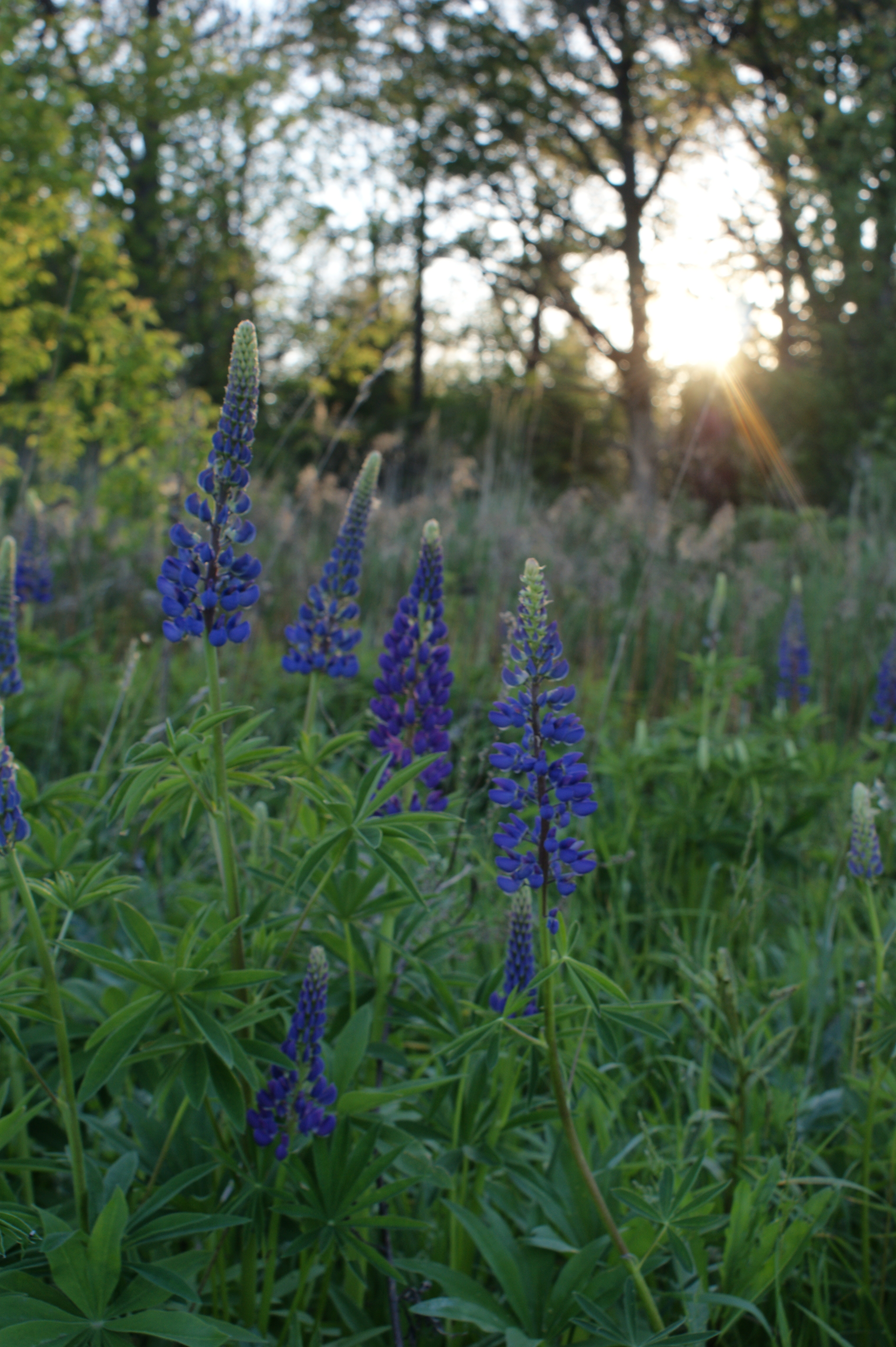
Люпины на берегу Сосновки
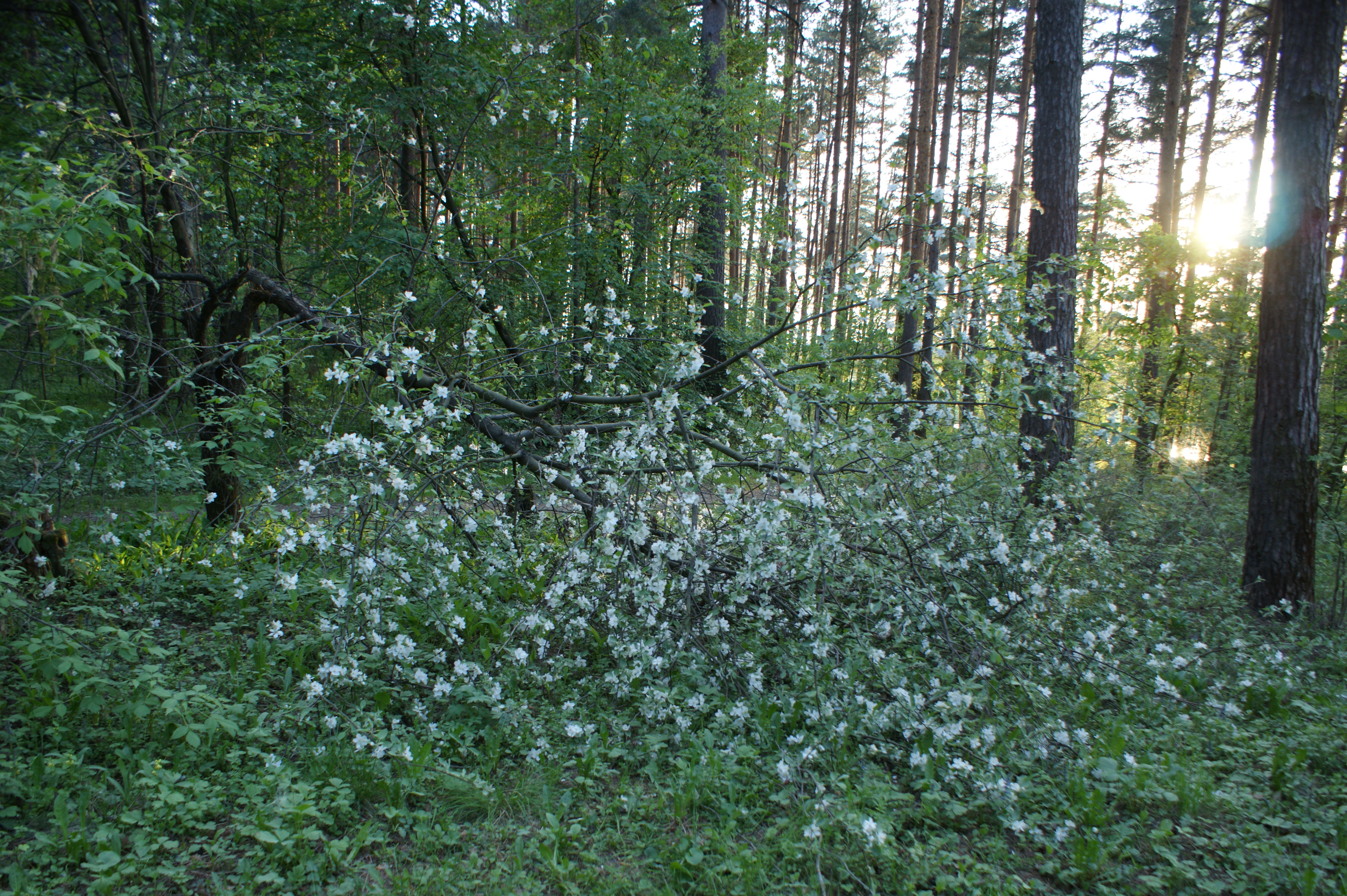
Смешанный лес Сосновки
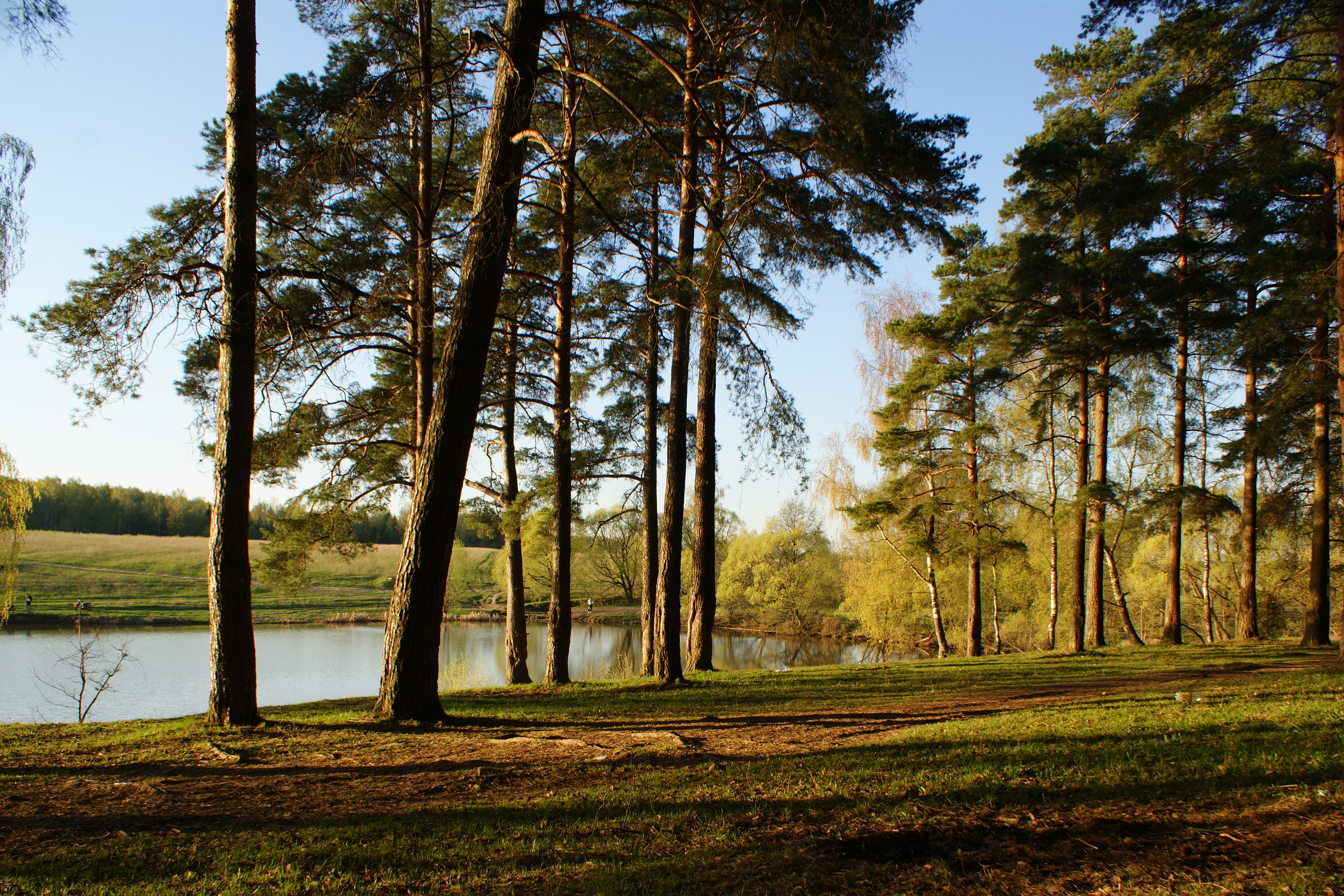
Сосны на берегу Сосновки
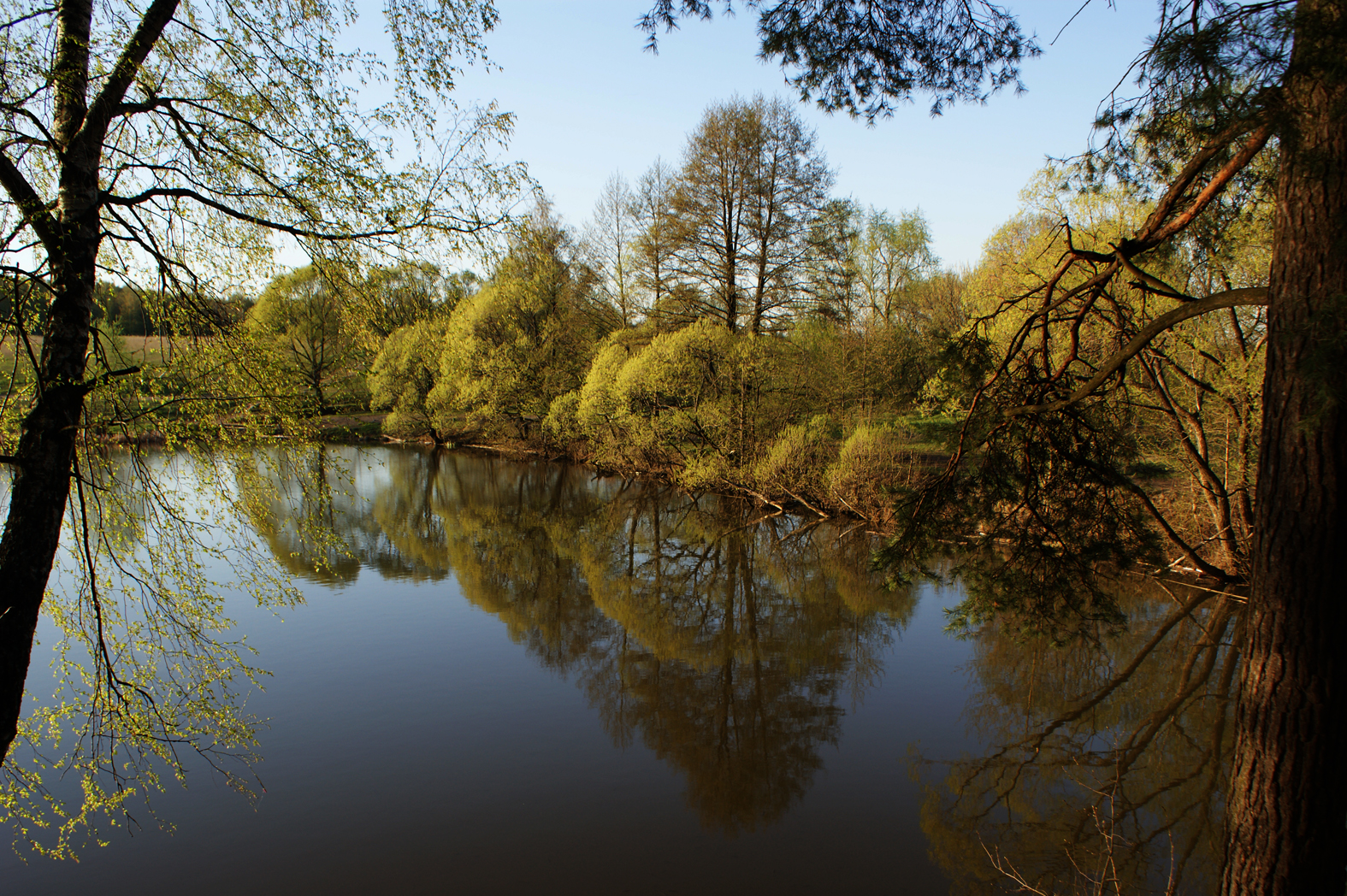
Левый берег
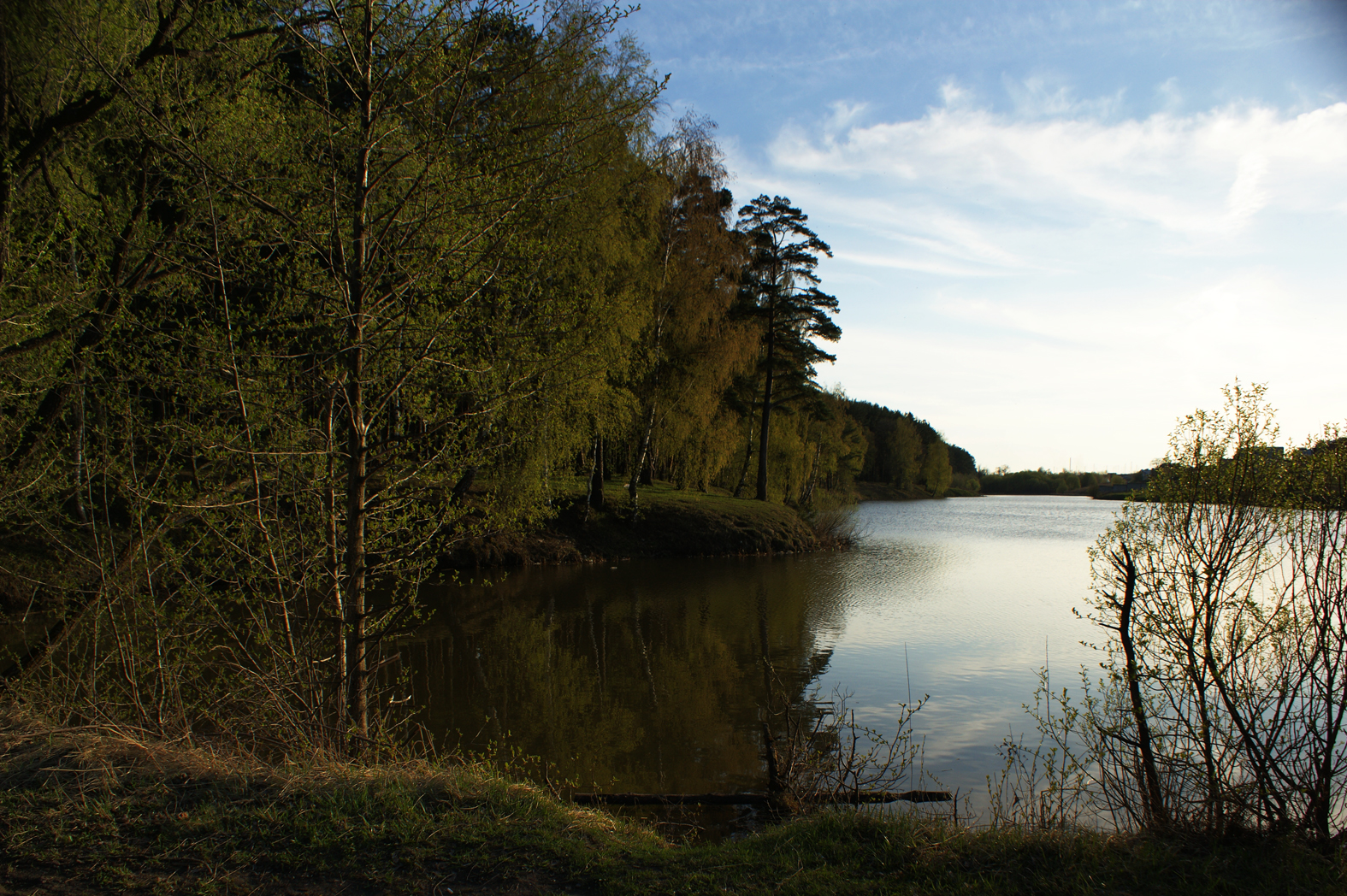
Берег Сосновки
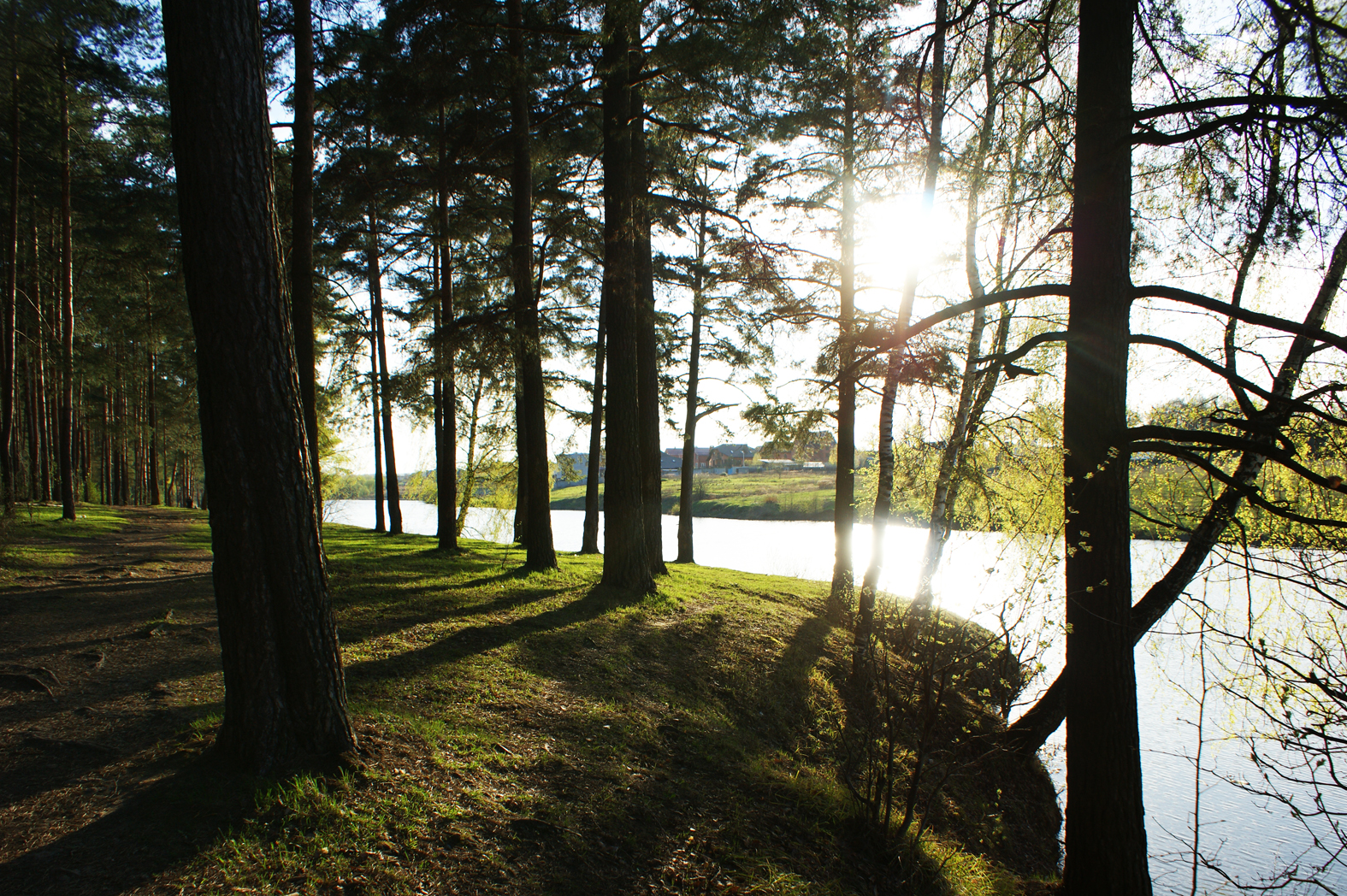
Левый берег Сосновки
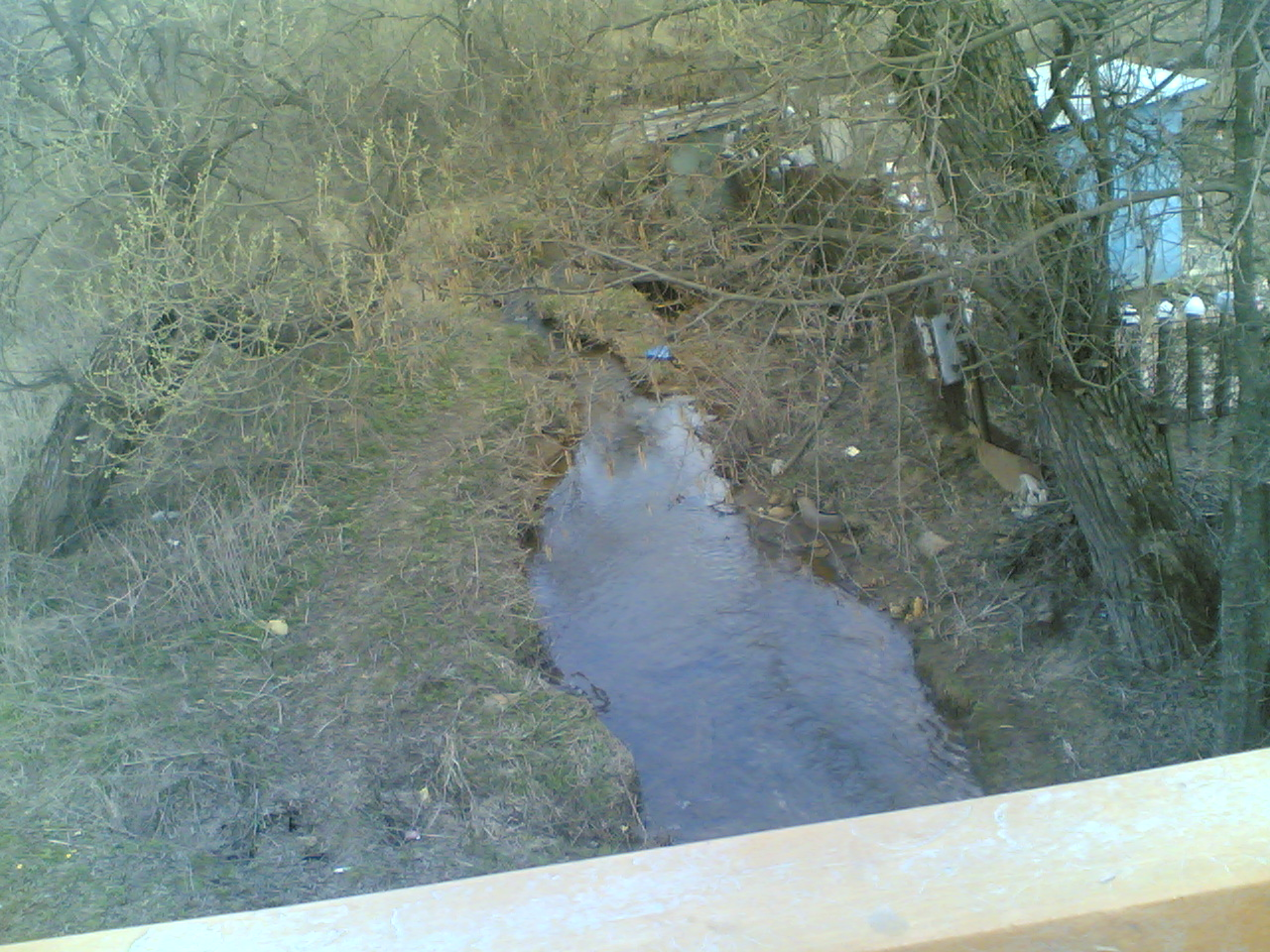
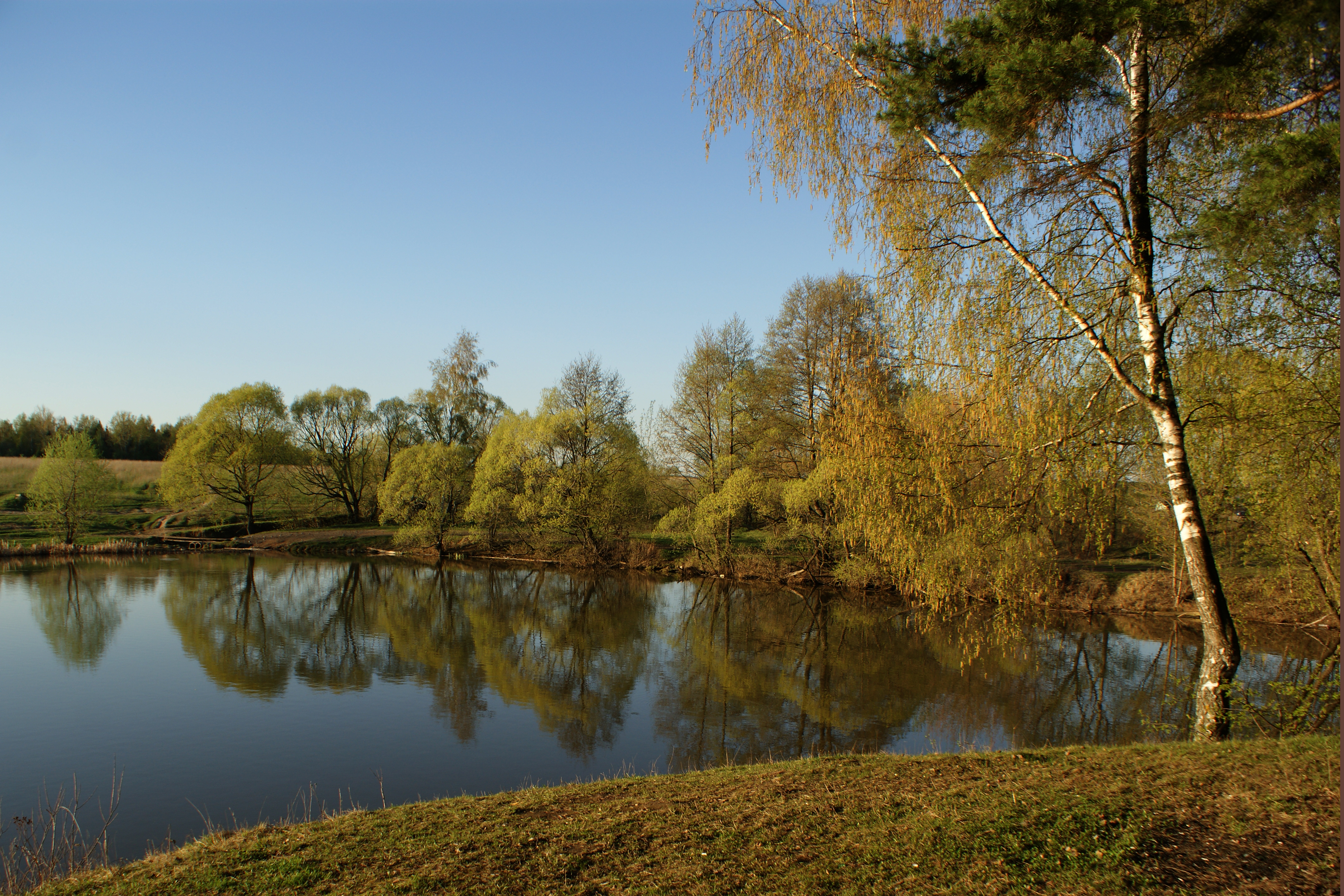
Река Сосновка
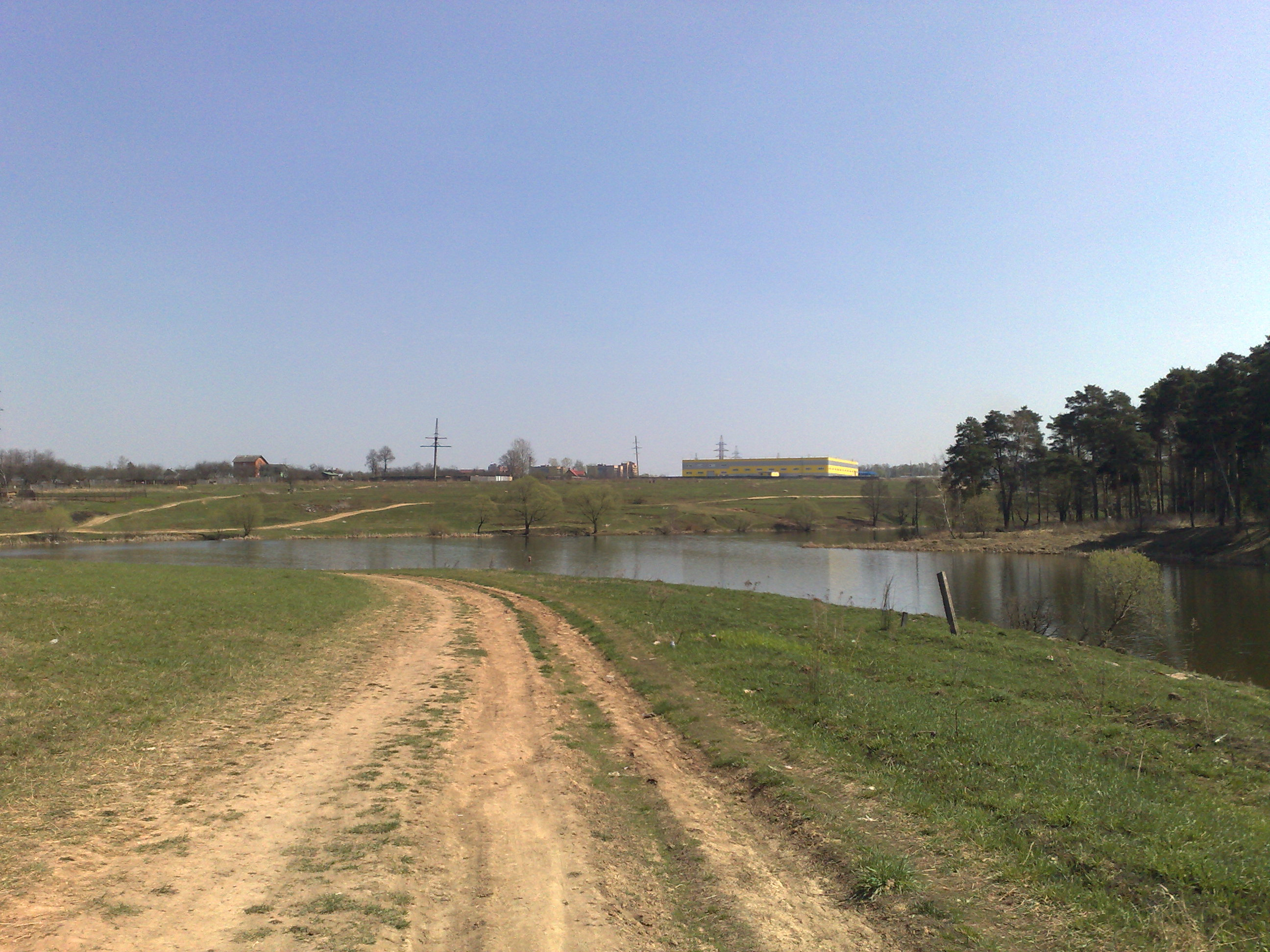
Устье Сосновки